# Bahnstrecke Bordschomi–Bakuriani
| Zugkreuzung in Zaghweri |                     |                                           |                                           |
| Streckenlänge: | 39,0 km             |                                           |                                           |
| Spurweite: | 900 mm (Schmalspur) |                                           |                                           |
| Stromsystem: | 1500 V =            |                                           |                                           |
| |                     |                                           |                                           |
| \| \| \| Bahnstrecke Chaschuri–Wale von Wale \| \| \| \| 0 \| Bordschomi Parki \| Bordschomi Parki \| \| \| 1,0 \| „1“ \| „1“ \| \| \| 2,0 \| Bordschomi Satw. \| Bordschomi Satw. \| \| \| \| Bahnstrecke Chaschuri–Wale nach Chaschuri \| \| \| \| 12,0 \| Daba \| Daba \| \| \| 16,0 \| Zaghweri \| Zaghweri \| \| \| \| „Eiffel“-Brücke \| \| \| \| 20,0 \| Zemi \| Zemi \| \| \| 21,0 \| Tba \| Tba \| \| \| 23,0 \| Libani \| Libani \| \| \| 025 \| Patara-Zemi \| Patara-Zemi \| \| \| \| \| \| \| \| 03,0 \| Bakurianski Andesit (Industrieanschluss) \| Bakurianski Andesit (Industrieanschluss) \| \| \| 32,5 \| Sakotschawi \| Sakotschawi \| \| \| 39,0 \| Bakuriani \| Bakuriani \| |                     |                                           |                                           |
| Strecke |                     | Bahnstrecke Chaschuri–Wale von Wale       | Bahnstrecke Chaschuri–Wale von Wale       |
| Kopfbahnhof Streckenanfang (Strecke außer Betrieb) · Bahnhof | 0                   | Bordschomi Parki                          | Bordschomi Parki                          |
| Bahnhof (Strecke außer Betrieb) · Strecke | 1,0                 | „1“                                       | „1“                                       |
| Kopfbahnhof Strecke bis hier außer Betrieb · Bahnhof | 2,0                 | Bordschomi Satw.                          | Bordschomi Satw.                          |
| Strecke · Strecke nach links |                     | Bahnstrecke Chaschuri–Wale nach Chaschuri | Bahnstrecke Chaschuri–Wale nach Chaschuri |
| ehemaliger Bahnhof | 12,0                | Daba                                      | Daba                                      |
| Bahnhof | 16,0                | Zaghweri                                  | Zaghweri                                  |
| Brücke über Wasserlauf |                     | „Eiffel“-Brücke                           | „Eiffel“-Brücke                           |
| Bahnhof | 20,0                | Zemi                                      | Zemi                                      |
| ehemaliger Bahnhof | 21,0                | Tba                                       | Tba                                       |
| Bahnhof | 23,0                | Libani                                    | Libani                                    |
| Haltepunkt / Haltestelle | 025                 | Patara-Zemi                               | Patara-Zemi                               |
| Strecke von links (außer Betrieb) · Abzweig geradeaus und ehemals nach rechts |                     |                                           |                                           |
| Betriebsstelle Streckenende (Strecke außer Betrieb) · Strecke | 03,0                | Bakurianski Andesit (Industrieanschluss)  | Bakurianski Andesit (Industrieanschluss)  |
| Bahnhof | 32,5                | Sakotschawi                               | Sakotschawi                               |
| Kopfbahnhof Streckenende | 39,0                | Bakuriani                                 | Bakuriani                                 |

Die Bahnstrecke Bordschomi–Bakuriani (georgisch ბორჯომი-ბაკურიანის სარკინიგზო ხაზი, Bordschomi-Bakurianis sarkinigso chasi) ist die letzte von der Georgischen Eisenbahn betriebene Schmalspurbahn. Spitzname der Bahn ist Kukushka, die russische Verniedlichungsform von Kuckuck.

## Geografische Lage
Die Schmalspurbahn verbindet Bordschomi an der Bahnstrecke Chaschuri–Wale mit dem Wintersportort Bakuriani im Kleinen Kaukasus. Die Bahn überwindet dabei einen Höhenunterschied von 900 m. Die Strecke verläuft durch die Gudscharetiszqali-Schlucht und überwiegend durch dichten Wald.

## Infrastruktur
Die Strecke ist 39 km lang und mit 1500 Volt Gleichspannung elektrifiziert.

## Geschichte

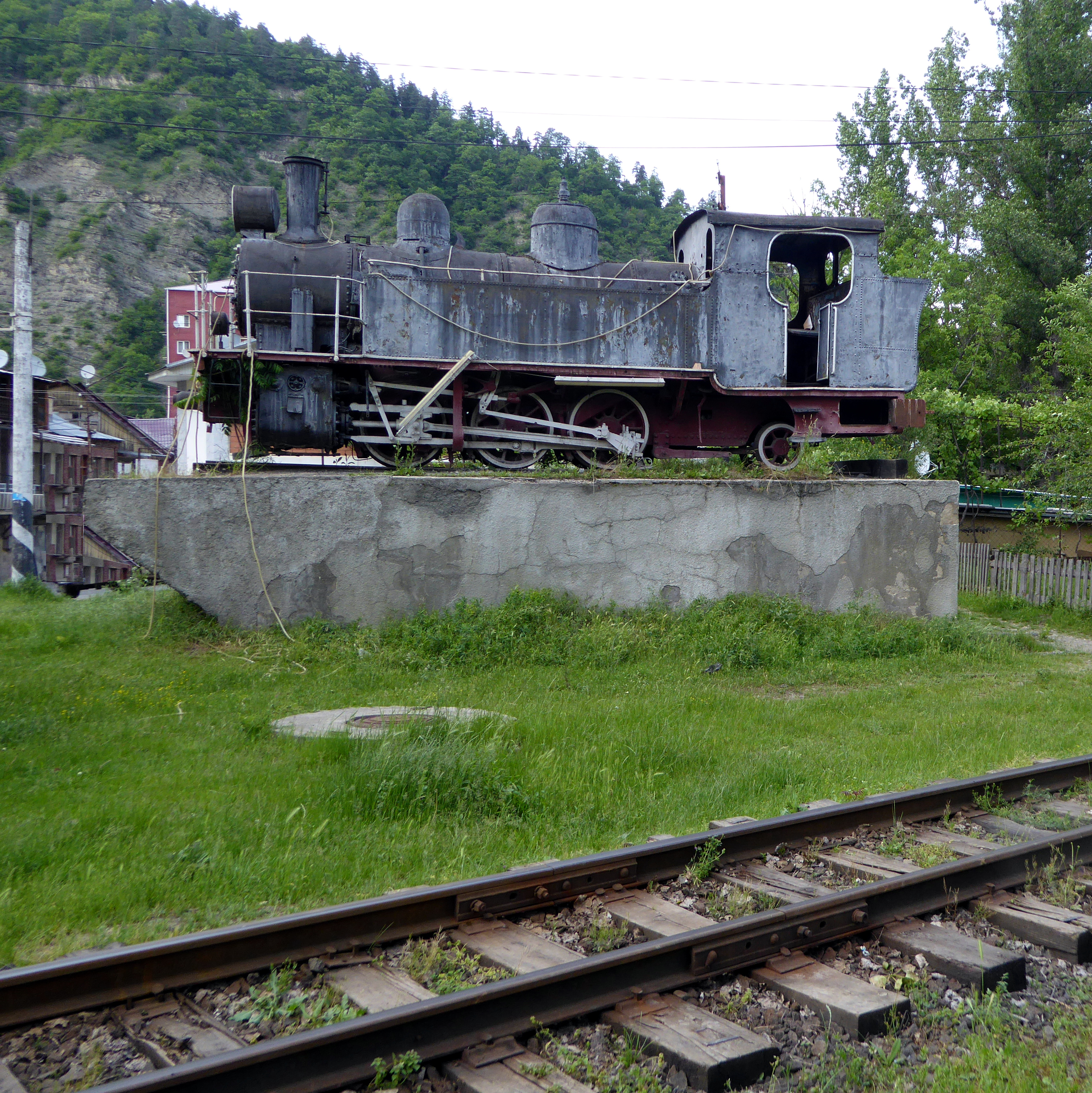
Erhaltene Lokomotive aus der Dampflokära in Bordschomi

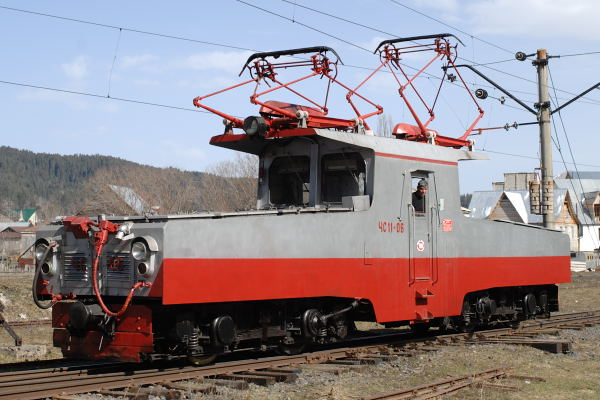
Lokomotive ЧС11-06 in Bakuriani

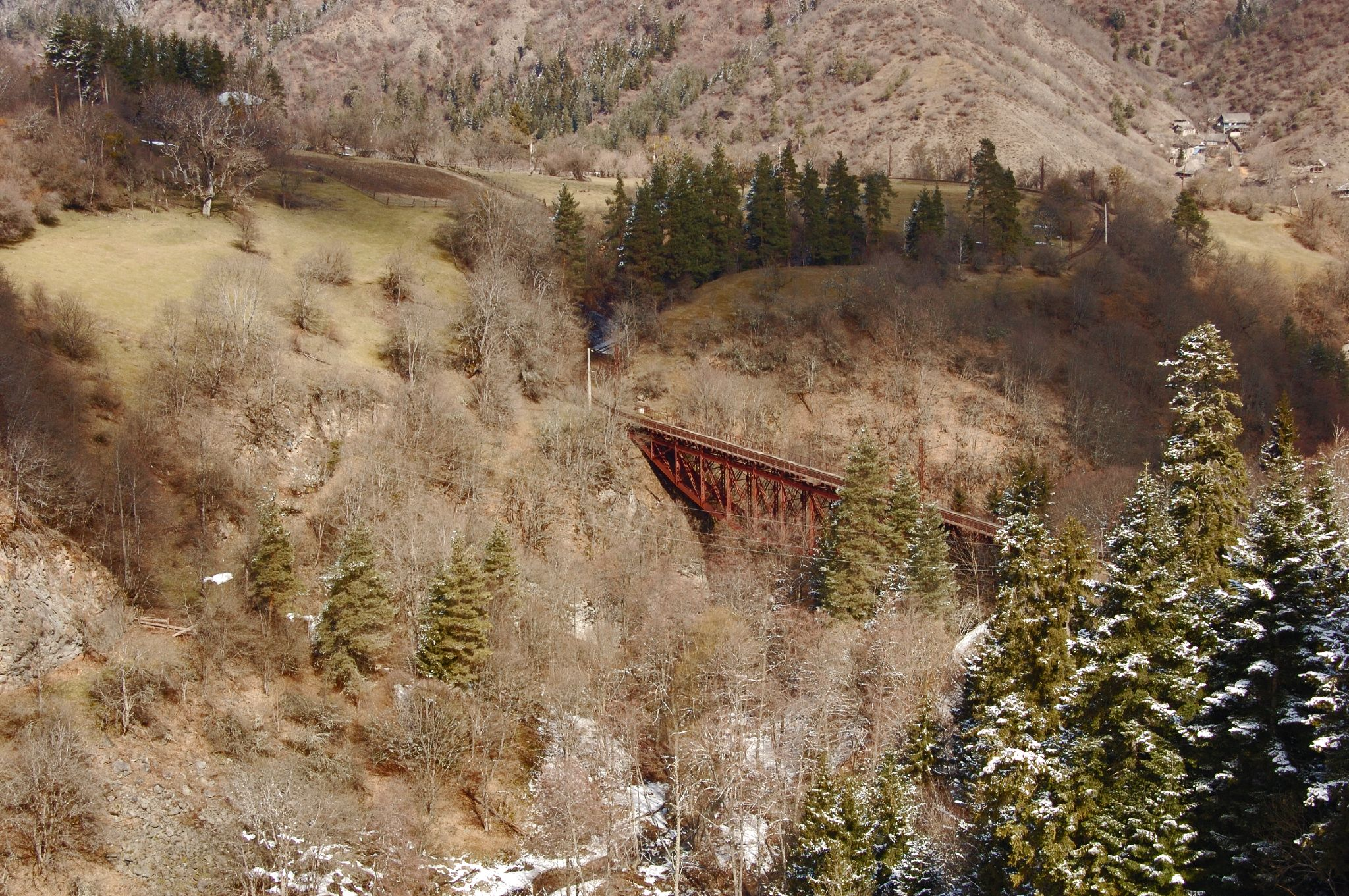
Strecke zwischen Zaghweri and Zemi mit der Eiffel-Brücke

1887 wurde eine Gesellschaft gegründet, um eine schmalspurige Eisenbahnstrecke zwischen Bordschomi und Bakuriani zu errichten. Diese Gesellschaft wurde 1894 von der Transkaukasischen Eisenbahn übernommen. Die Bahnstrecke ging allerdings erst im Januar 1902 in Betrieb. 1966 begann der elektrische Betrieb. Früher gab es in Georgien mehrere Schmalspurbahnen dieser Spurweite, die aber entweder ihren Betrieb eingestellt haben oder auf die im Land sonst übliche russische Breitspur umgespurt wurden. Die Bahnstrecke Bordschomi–Bakuriani ist die letzte dieser Strecken, die noch in Betrieb ist.
Seit März 2021 verkehren allerdings keine Züge mehr. Die Ursache dafür, sowie ob und wann der Betrieb wieder aufgenommen werden, sind aktuell unklar.

## Betrieb
Pro Tag wurden zwei Fahrten in jede Richtung angeboten. Dafür standen zwei Zuggarnituren zur Verfügung. Es handelte sich um Wagenzüge mit Lokomotivbespannung. Die Bahn verwendete Mittelpuffer und Schraubenkupplung. Es verkehrten Lokomotiven der Baureihe ЧС 11, die in Dubnica nad Váhom – ehemalige Tschechoslowakei – gebaut wurden. Ausgangspunkt der Fahrten war in Bordschomi der dortige Güterbahnhof. Dort befand sich das zugehörige Bahnbetriebswerk. Der Güterverkehr wurde schon vor längerer Zeit eingestellt.